# San Ignacio (ort i Costa Rica)
San Ignacio är en ort i Costa Rica.   Den ligger i provinsen San José, i den centrala delen av landet, 17 km sydväst om huvudstaden San José. San Ignacio ligger 1 097 meter över havet och antalet invånare är 3 072.
Terrängen runt San Ignacio är kuperad åt nordväst, men åt sydost är den bergig. Runt San Ignacio är det ganska tätbefolkat, med 207 invånare per kvadratkilometer. Närmaste större samhälle är San José, 17,2 km nordost om San Ignacio. I omgivningarna runt San Ignacio växer i huvudsak städsegrön lövskog.